# Maesa megaphylla
Maesa megaphylla är en viveväxtart som beskrevs av Elmer Drew Merrill. Maesa megaphylla ingår i släktet Maesa och familjen viveväxter. Inga underarter finns listade i Catalogue of Life.